# Emanuel Hoffmann (Philologe)
Emanuel Hoffmann (* 11. April 1825 in Neiße; † 6. Dezember 1900 in Wien) war ein österreichischer Klassischer Philologe.

## Leben
Hoffmann studierte in Breslau, vor allem bei Friedrich Haase, wurde 1848 mit der Dissertation De Plautinae Amphitruonis exemplari et fragmentis promoviert und unternahm anschließend Studienreisen durch Italien und Frankreich. 1850 wurde er zum außerordentlichen Professor der Klassischen Philologie an der Universität Graz ernannt. Sechs Jahre später folgte er einem Ruf an die Universität Wien, wo er als ordentlicher Professor an der Neuordnung des Seminars für Klassische Philologie entscheidend mitwirkte. Er wurde zum korrespondierenden Mitglied der Akademie der Wissenschaften in Wien ernannt und war im akademischen Jahr 1868/1869 Dekan der Philosophischen Fakultät. 1896 trat er in den Ruhestand. Noch kurz vor seinem Tode veröffentlichte er seine bedeutende Ausgabe der Schrift De civitate Dei von Augustinus im Corpus Scriptorum Ecclesiasticorum Latinorum (CSEL 1899). Er wurde auf dem Wiener Zentralfriedhof bestattet.